# Liste deutscher Regionalzeitungen
Regionalzeitungen sind Zeitungen, die nur in einem bestimmten Gebiet oder einer bestimmten Region erscheinen und vertrieben werden. Sie sind auf die lokale und regionale Berichterstattung spezialisiert.
Davon abzugrenzen sind reine Lokalzeitungen, die lediglich einen eigenen Lokalteil produzieren und die Mantelseiten von einer Regionalzeitung oder überregionalen Tageszeitung beziehen.

## Alphabetische Auflistung

### A
- Aachener Nachrichten
- Aachener Zeitung
- Acher-Rench-Zeitung (Oberkirch)
- Ahlener Zeitung
- Alb-Bote (Münsingen)
- Alfelder Zeitung
- Aller-Zeitung (Gifhorn)
- Allgäuer Anzeigeblatt (Immenstadt)
- Allgemeiner Anzeiger. Nachrichten für das märkische Sauerland (Halver)
- Allgemeiner Anzeiger – Rhein-Nahe-Zeitung
- Allgemeine Zeitung (Coesfeld)
- Allgemeine Zeitung der Lüneburger Heide (Uelzen)
- Altenaer Kreisblatt
- Altmark Zeitung (Salzwedel)
- Altmühl-Bote (Gunzenhausen)
- Anzeiger für Harlingerland (Wittmund)
- Augsburger Allgemeine

### B
- Backnanger Kreiszeitung
- Badische Neueste Nachrichten (Karlsruhe)
- Badisches Tagblatt (Baden-Baden)
- Badische Zeitung (Freiburg)
- Basses Blatt
- Bayerische Rundschau (Kulmbach)
- Bayernkurier
- Berchtesgadener Anzeiger
- Bergedorfer Zeitung (Hamburg)
- Bergische Morgenpost
- Bergsträßer Anzeiger (Bensheim)
- Bericht durch Pommern (1630er Jahre)
- Berliner Kurier
- Berliner Morgenpost
- Berliner Zeitung
- Bersenbrücker Kreisblatt
- Bietigheimer Zeitung
- Billerbecker Anzeiger
- BLICK aktuell
- Böblinger Bote
- Böblinger Zeitung, Untertitel der SZ/BZ
- Bocholter-Borkener Volksblatt
- Böhme-Zeitung (Soltau)
- Borkener Zeitung
- Borkumer Zeitung
- Bramscher Nachrichten
- Braunschweiger Zeitung
- Bremer Nachrichten
- Bremervörder Zeitung
- Brunsbütteler Zeitung
- Bürstädter Zeitung
- Butzbacher Zeitung
- Buxtehuder Tageblatt
- B.Z. (Berlin)

### C
- Cannstatter Zeitung (Stuttgart)
- Cellesche Zeitung
- Coburger Neue Presse
- Coburger Tageblatt
- Cuxhavener Nachrichten

### D
- Darmstädter Echo
- Deister- und Weserzeitung (Hameln)
- Delmenhorster Kreisblatt
- Der Bote für Nürnberg-Land
- Der Rissener
- Der Heimatbote (Schöllkrippen)
- Der neue Tag (Weiden)
- Der Nord-Berliner
- Der Nordschleswiger
- Der Patriot (Lippstadt)
- Der Tagesspiegel (Berlin)
- Der Teckbote (Kirchheim)
- Der Westallgäuer (Weiler)
- Detmolder Kurier (Detmold)
- Die Glocke (Oelde)
- Die Harke (Nienburg)
- Die Kitzinger
- Die Neckarquelle (Villingen-Schwenningen)
- Die Oberbadische (Lörrach)
- Die Rheinpfalz (Ludwigshafen)
- Die Tagespost (Würzburg)
- Dieburger Anzeiger
- Dill-Zeitung (Dillenburg)
- Dithmarscher Landeszeitung
- Döbelner Anzeiger
- Donaukurier (Ingolstadt)
- Dresdner Morgenpost
- Dresdner Neueste Nachrichten
- Dülmener Zeitung
- Dürener Zeitung
- Düsseldorf-Express

### E
- Eberbacher Zeitung
- Einbecker Morgenpost
- Elbe-Jeetzel-Zeitung (Lüchow)
- Elmshorner Nachrichten
- Emder Zeitung
- Emsdettener Volkszeitung
- Ems-Zeitung (Papenburg)
- Eßlinger Zeitung

### F
- Fehmarnsches Tageblatt
- Flensborg Avis
- Flensburger Tageblatt
- Frankenpost (Hof)
- Frankfurter Neue Presse
- Fränkische Landeszeitung (Ansbach)
- Fränkische Nachrichten (Tauberbischofsheim)
- Fränkischer Tag (Bamberg)
- Freie Presse (Chemnitz)
- Freies Wort (Suhl)
- Freitags-Anzeiger (Mörfelden-Walldorf und Kelsterbach)
- Friesisches Tageblatt (Jever)
- Fuldaer Zeitung

### G
- Gandersheimer Kreisblatt
- Gäubote (Herrenberg)
- Geislinger Zeitung
- Gelnhäuser Neue Zeitung
- General-Anzeiger (Bonn)
- General-Anzeiger (Rhauderfehn)
- Gießener Allgemeine
- Gießener Anzeiger
- Gmünder Tagespost
- Göttinger Tageblatt
- Goslarsche Zeitung
- Gränzbote (Tuttlingen)
- Grafschafter Nachrichten (Nordhorn)
- Günzburger Zeitung

### H
- Haller Kreisblatt
- Haller Tagblatt (Schwäbisch Hall)
- Hamburger Abendblatt
- Hamburger Morgenpost
- Hanauer Anzeiger
- Hannoversche Allgemeine Zeitung
- Hannoverscher Kurier
- Harburger Anzeigen und Nachrichten (Hamburg)
- Harz Kurier (Osterode)
- Haßfurter Tagblatt
- Heidenheimer Neue Presse
- Heidenheimer Zeitung
- Heilbronner Stimme
- Hellweger Anzeiger (Unna)
- Herforder Kreisblatt
- Hersbrucker Zeitung
- Hersfelder Zeitung
- Hessische/Niedersächsische Allgemeine (Kassel)
- Hildesheimer Allgemeine Zeitung
- Hofer Anzeiger
- Hohenloher Tagblatt (Crailsheim)
- Hohenzollerische Zeitung (Hechingen)
- Hoyerswerdaer Zeitung

### I
- Ibbenbürener Volkszeitung
- Iserlohner Kreisanzeiger und Zeitung

### J
- Jeversches Wochenblatt

### K
- Kieler Nachrichten
- Kölner Stadt-Anzeiger
- Kölnische Rundschau
- Kreiszeitung Syke
- Kreiszeitung Wesermarsch (Nordenham)
- Kurier am Sonntag (Bremen)

### L
- Ladenburger Wochenblatt (1869–1907, Ladenburg)
- Ladenburger Tageblatt (1907–1919, Ladenburg)
- Ladenburger Zeitung (Ladenburg)
- Lahrer Zeitung
- Lampertheimer Zeitung
- Landeszeitung in Schleswig-Holstein
- Landeszeitung für die Lüneburger Heide
- Lauenburgische Landeszeitung
- Lausitzer Rundschau
- Leine-Deister-Zeitung (Gronau)
- Leipziger Volkszeitung
- Leonberger Kreiszeitung
- Lingener Tagespost
- Lippische Landes-Zeitung (Detmold)
- Lübecker Nachrichten
- Lünepost (Lüneburg)
- Lüdenscheider Nachrichten
- Ludwigsburger Kreiszeitung

### M
- Maintal Tagesanzeiger
- Märkische Allgemeine (Potsdam)
- Märkische Oderzeitung
- Main-Echo (Aschaffenburg)
- Main-Post (Würzburg)
- Main-Spitze (Rüsselsheim)
- Mainzer Allgemeine Zeitung
- Mannheimer Morgen
- Marler Zeitung
- Mecklenburger Nachrichten
- Meinerzhagener Zeitung
- Meininger Tageblatt
- Meller Kreisblatt
- Memminger Zeitung
- Mendener Zeitung
- Meppener Tagespost
- Metzinger-Urach-Volksblatt
- Mindener Tageblatt
- Mittelbayerische Zeitung (Regensburg)
- Mitteldeutsche Zeitung (Halle)
- Mittelmosel-Zeitung
- Mühlacker Tagblatt
- Münchner Abendzeitung
- Münchner Merkur
- Münchner tz
- Münsterländische Tageszeitung (Cloppenburg)
- Münsterländische Volkszeitung (Rheine)
- Münstersche Zeitung
- Murrhardter Zeitung

### N
- Naumburger Tageblatt
- Neckar-Bergstraß-Post (1919–1941, Ladenburg)
- Neue Deister-Zeitung
- Neue Osnabrücker Zeitung
- Neue Presse (Hannover)
- Neue Rhein Zeitung (Essen)
- Neue Ruhr Zeitung (Essen)
- Neue Westfälische
- Neue Württembergische Zeitung
- Neuß-Grevenbroicher Zeitung
- Niederelbe-Zeitung (Otterndorf)
- Nordbayerischer Kurier (Bayreuth)
- Norddeutsche Neueste Nachrichten (Rostock)
- Norderneyer Badezeitung
- Norderstedter Zeitung
- Nordkurier (Neubrandenburg)
- Nordsee-Zeitung (Bremerhaven)
- Nordwest-Zeitung (Oldenburg)
- Nürnberger Abendzeitung
- Nürnberger Nachrichten
- Nürnberger Zeitung
- Nürtinger Zeitung

### O
- Oberbayerisches Volksblatt (Rosenheim)
- Oberhessische Presse (Marburg)
- Obermain-Tagblatt (Lichtenfels)
- Offenbach Post
- Offenburger Tageblatt
- Öffentlicher Anzeiger (Bad Kreuznach)
- Oldenburgische Volkszeitung
- Oranienburger General-Anzeiger
- Osterholzer Kreisblatt
- Osteroder Kreis-Anzeiger (Osterode am Harz, 1997 eingestellt)
- Ostfriesen-Zeitung (Leer)
- Ostfriesischer Kurier (Norden)
- Ostfriesische Nachrichten (Aurich)
- Ostheimer Zeitung
- Ostsee-Zeitung (Rostock)
- Ostthüringer Zeitung (Gera)

### P
- Passauer Neue Presse
- Pegnitz-Zeitung (Lauf)
- Peiner Allgemeine Zeitung
- Pfälzischer Merkur (Zweibrücken)
- Pfalz-Echo Kandel
- Pforzheimer Zeitung
- Pinneberger Tageblatt
- Pirmasenser Zeitung
- Potsdamer Neueste Nachrichten
- Probsteier Herold (Schönberg in Holstein)

### R
- Recklinghäuser Zeitung
- Reichenhaller Tagblatt
- Rems-Zeitung (Schwäbisch Gmünd)
- Remscheider General-Anzeiger
- Reutlinger General-Anzeiger
- Rheiderland-Zeitung (Weener)
- Rhein-Neckar-Zeitung (Heidelberg)
- Rhein-Zeitung (Koblenz)
- Rheinische Post (Düsseldorf)
- Rhön- und Saalepost (Bad Neustadt)
- Rhön- und Streubote (Mellrichstadt)
- Rosenheimer Tagblatt Wendelstein
- Rotenburger Kreiszeitung
- Roth-Hilpoltsteiner Volkszeitung
- Ruhr Nachrichten (Dortmund)
- Rundschau für den Schwäbischen Wald (Gaildorf)

### S
- Saale-Zeitung (Bad Kissingen)
- Saarbrücker Zeitung
- Sächsische Zeitung (Dresden)
- Schaufenster Zeitung für Mettmann
- Schaumburg-Lippische Landes-Zeitung (Bückeburg)
- Schaumburger Zeitung (Rinteln)
- Schifferstadter Tagblatt
- Schleibote
- Schlitzer Bote
- Schongauer Nachrichten
- Schleswiger Nachrichten
- Schwabacher Tagblatt
- Schwäbische Post (Aalen)
- Schwäbische Zeitung (Ravensburg)
- Schwäbisches Tagblatt (Tübingen)
- Schwarzwälder Bote (Oberndorf)
- Schwarzwälder Post (Zell am Harmersbach)
- Schweriner Volkszeitung
- Seesener Tageszeitung
- Segeberger Zeitung
- Selber Tagblatt
- Serbske Nowiny (Bautzen)
- Siegener Zeitung
- Sindelfinger Zeitung
- Soester Anzeiger
- Solinger Tageblatt
- Speyerer Morgenpost
- Stader Tageblatt
- Stendaler Volksstimme
- Straubinger Tagblatt
- Stadtzeitung Dörpen
- Stadtzeitung Haren
- Stadtzeitung Papenburg
- Stuttgarter Nachrichten
- Stuttgarter Zeitung
- Süderländer Tageblatt (Plettenberg)
- Süderländer Volksfreund (Werdohl)
- Südkurier (Konstanz)
- Südostbayerische Rundschau (Tittmoning)
- Südthüringer Zeitung (Barchfeld)
- Südwest Presse

### T
- Tageblatt für den Kreis Steinfurt
- Täglicher Anzeiger (Holzminden)
- Tauber-Zeitung (Bad Mergentheim)
- Thüringer Allgemeine (Erfurt)
- Thüringische Landeszeitung (Weimar)
- Torgauer Zeitung
- Traunsteiner Tagblatt
- Treuchtlinger Kurier
- Trierischer Volksfreund
- Trostberger Tagblatt

### U
- Uetersener Nachrichten
- Untertürkheimer Zeitung (Stuttgart)

### V
- Vaihinger Kreiszeitung
- Verdener Nachrichten
- Viernheimer Tageblatt
- Vlothoer Anzeiger
- Vogtland-Anzeiger (Plauen)
- Bamberger Volksblatt
- Berliner Volksblatt (1884 bis 1890)
- Berliner Volksblatt, Vorläufer des Vorwärts (Deutschland)
- Bocholter-Borkener Volksblatt, Tageszeitung in Westfalen
- Coburger Volksblatt
- Fränkisches Volksblatt, Regionalzeitung in Würzburg, siehe Echter Verlag #Geschichte
- Göttinger Volksblatt, Lokalzeitung in Göttingen
- Hannoversches Volksblatt
- Oberbadisches Volksblatt
- Oberbayerisches Volksblatt, Regionalzeitung in einigen bayerischen Landkreisen
- Spandauer Volksblatt, Berliner Anzeigenblatt
- Volksblatt (Halle), Tageszeitung der SPD in Halle (Saale) (1890 bis 1933 und 1945 bis 1946)
- Westfälisches Volksblatt
- Volksstimme (Magdeburg)
- Volltreffer (Artland)

### W
- Waiblinger Kreiszeitung
- Waldeckische Landeszeitung (Korbach)
- Walsroder Zeitung
- Weinheimer Nachrichten
- Weißenburger Tagblatt
- Werra-Rundschau (Eschwege)
- Weser-Kurier (Bremen)
- Westdeutsche Allgemeine Zeitung
- Westdeutsche Zeitung (Düsseldorf)
- Westfalen-Blatt (Bielefeld)
- Westfalenpost (Hagen)
- Westfälischer Anzeiger (Hamm)
- Westfälische Nachrichten (Münster)
- Westfälische Rundschau
- Westfälisches Volksblatt (Paderborn)
- Westliche Post
- Wetterauer Zeitung
- Wetzlarer Neue Zeitung
- Wiesbadener Kurier
- Wiesbadener Tagblatt
- Wilhelmshavener Zeitung
- Windsheimer Zeitung
- Winsener Zeitung
- Wittlager Kreisblatt (Bad Essen)
- Wolfsburger Allgemeine Zeitung
- Wümme-Zeitung
- Württemberger Zeitung

### Z
- ZaberBote (Zabergäu)
- Zevener Zeitung
- Zollern-Alb-Kurier (Albstadt-Tailfingen)